# Parigi-Bourges 2017
La Parigi-Bourges 2017, sessantasettesima edizione della corsa e valevole come evento dell'UCI Europe Tour 2017 categoria 1.1, si svolse il 5 ottobre 2017 su un percorso di 190,3 km, con partenza da Gien e arrivo a Bourges, in Francia. La vittoria fu appannaggio del francese Rudy Barbier, il quale giunse al traguardo in 4h34'36", alla media di 41,580 km/h, precedendo i connazionali Marc Sarreau e Jérémy Lecroq.
Sul traguardo di Bourges 124 ciclisti, su 142 partiti da Gien, portarono a termine la competizione.

## Squadre e corridori partecipanti
| N.    | Cod. | Squadra                      |
| ----- | ---- | ---------------------------- |
| 1-7   | ALM  | AG2R La Mondiale             |
| 11-18 | FDJ  | FDJ                          |
| 21-28 | KAT  | Team Katusha-Alpecin         |
| 31-38 | COF  | Cofidis                      |
| 41-48 | DMP  | Delko-Marseille Provence-KTM |
| 51-58 | DEN  | Direct Énergie               |
| 61-68 | TFO  | Fortuneo-Oscaro              |
| 71-77 | SVB  | Sport Vlaanderen-Baloise     |
| 81-88 | WGG  | Wanty-Groupe Gobert          |
| 91-98 | WVA  | WB-Veranclassic-Aqua Protect |

| N.      | Cod. | Squadra                       |
| ------- | ---- | ----------------------------- |
| 102-107 | VWC  | Véranda's Willems-Crelan      |
| 111-118 | ADT  | Armée de Terre                |
| 121-128 | AUB  | HP BTP-Auber 93               |
| 131-138 | RLM  | Roubaix-Lille Métropole       |
| 141-148 | CCD  | Team Differdange-Losch        |
| 151-158 | VOL  | Team Vorarlberg               |
| 171-178 | EUS  | Euskadi Basque Country-Murias |
| 181-188 | TRA  | Roth-Akros                    |
| 191-198 | CYC  | 0711/Cycling                  |

## Ordine d'arrivo (Top 10)
| Pos. | Corridore          | Squadra   | Tempo    |
| ---- | ------------------ | --------- | -------- |
| 1    | Rudy Barbier       | AG2R      | 4h34'36" |
| 2    | Marc Sarreau       | FDJ       | s.t.     |
| 3    | Jérémy Lecroq      | Roubaix   | s.t.     |
| 4    | Justin Jules       | WB-Veran. | s.t.     |
| 5    | Christophe Laporte | Cofidis   | s.t.     |
| 6    | Armindo Fonseca    | Fortuneo  | s.t.     |
| 7    | Tom Devriendt      | Wanty     | s.t.     |
| 8    | Timothy Dupont     | Véranda's | s.t.     |
| 9    | Rick Zabel         | Katusha   | s.t.     |
| 10   | Andrea Pasqualon   | Wanty     | s.t.     |